# 鄭道儒
鄭道儒（1897年—1977年3月26日），字達如，中華民國政治人物，籍貫天津。

## 生平
1929年2月，任甘肃省政府教育厅厅長。1931年12月，任綏遠省政府委員。1934年11月，调任河北省政府委員。1936年8月，任国民政府行政院秘書。翌年12月，作为出任貴州省政府主席的吴鼎昌的随从，来到貴州，任贵州省政府秘書長。以後，直到吴鼎昌1945年1月退任贵州省主席，鄭道儒一直担任贵州省政府秘书长，辅佐吴鼎昌。
从貴州回到国民政府中央之后，鄭道儒任行政院善後救济总署副署長。抗日战争结束後的1945年9月，鄭道儒升任吉林省政府主席。1946年6月，梁華盛代行主席职务，10月鄭道儒被免职（梁華盛继任）。1946年10月，调任国民政府文官处秘書，兼任綏靖区政務委員会委員。翌月，再任善後救济总署副署長。1948年末，就任華北剿匪总司令部秘書長。 
第二次国共内战中中国国民党領導的黨國體制戰敗，鄭道儒隨中華民國政府撤退到台湾。1950年3月，行政院院長陳誠任命其擔任中华民国经济部部長，任至1952年4月。自经济部部長退任後，改任中华民国外交部顧問。 
1977年3月26日，鄭道儒逝世，享年81岁。

## 榮譽

### 本國
- 二等景星勳章（1963年6月6日[3]）